# Rus (dolç)
El Rus és una especialitat dolça típica de la Bisbal d’Empordà (Baix Empordà). Està elaborat amb farina, mantega, clares d’ou, llet, avellanes i pinyons. És d’estructura allargada, igual que el bisbalenc.
El ven i el prepara una de les pastisseries del poble, Can Massot. La pastisseria Massot data de l’any 1850.
Juntament amb el Bisbalenc de la Pastisseria Sans, el Càntir i el Mil·lenni de la Pastisseria Font, i les Galetes Graupera, formen part de la típica gastronomia bisbalenca.
Dins el municipi bisbalenc, Rus i Bisbalenc tenen una històrica rivalitat.